# Imim
imim(いむいむ)は、ボランティア活動をしている全国旅する復興アーティスト。

## 概略
神奈川県平塚市の高校に通っているときにクラスが一緒になる。
当時から歌うことが好きだった2人は夏休みにカラオケへ行く。
歌っているうちに2人で歌う楽しさを知り頻繁にカラオケに行くことに。
大学生になり、別々の大学通うが毎週日曜日はカラオケという暗黙の了解は続いていた。
2008年の冬にKenから「本気で音楽をやらないか？」と一通のメール。
Koheiはあっさり「やってみるか」と承諾したという。
ライブ経験を積んだり、オーディションを受けたり、ボイストレーニングに通ったりしたという。

しかし世間に流され、大学卒業後Koheiは保険会社、Kenは建築会社に就職する。
サラリーマンとして仕事をしている最中、Koheiは東京でライブ活動を続け、Kenは大阪に転勤になってしまった。
Koheiが仕事をしながらの1人でのライブ活動に限界を感じていた頃、
Kenは大阪梅田駅での路上ライブを見て「自分も歌う側に立ちたい」そう思い2人は仕事を辞め、
Kenは大阪から神奈川へ戻り、2人は新たにimimとしてSTARTした。

2012年10月本格始動から半年後、2013年3月17日に初のワンマンライブ「今日はbaibai」を開催し100人以上動員した。このワンマンライブをきっかけにその後20本を超えるワンマンライブを成功させる。
2016年4月21日1stフルアルバム「”いむいむ”って読みます。」を全国リリースし、それを皮切りにライブ本数63本にも渡るライブツアーを敢行。
2016年8月6日は渋谷TSUTAYA O-WESTにてワンマンライブを行いimim史上最大規模のワンマンライブを成功させた。
活動はワンマンライブのみに留まらず、アーティスト仲間と開催した主催イベント「つながり」「One HAMA」「タイトル未定」なども企画。
2017年3月11日には「カワサキストリートミュージックバトル VOL.7」でグランプリを獲得し、
テレビ神奈川で放送された音楽の街カワサキのCMテーマソングにオリジナル曲である「I'm OK」が起用されるなどメディアでも活躍をみせる。

2018年4月から車1台で全国の人に歌を届けに行く「いむ旅」という旅企画を開始した。
同時にYouTuberとしての活動も開始。
関東から関西、沖縄などを訪れ、その旅の途中、2018年7月6日の西日本豪雨の被害を受けた岡山県倉敷市真備町に上陸。
社会勉強のつもりで行ったボランティア活動だったが「このままでは終われない」「自分たちの音楽で、もしかしたら笑顔のきっかけになれるかもしれない」と考え真備町に滞在。現在は復興アーティストとして活動している。

## メンバー
| 人名  | 人名  | 人名  | 人名  | イメージカラー | イメージカラー | イメージカラー | イメージカラー | 担当 | 担当 | 担当 |
| ----- | ----- | ----- | ----- | -------------- | -------------- | -------------- | -------------- | ---- | ---- | ---- |
| Kohei | Kohei | Kohei | Kohei | 赤             | 赤             | 赤             | 赤             | Vo.  | Vo.  | Vo.  |
| Ken   | Ken   | Ken   | Ken   | 白             | 白             | 白             | 白             | Vo.  | Vo.  | Vo.  |

## ディスコグラフィー
|                | リリース       | タイトル                     | 収録曲                                                  |
| -------------- | -------------- | ---------------------------- | ------------------------------------------------------- |
| Strettt single | 2012年12月下旬 | つながり～single of street～ | M1.今日はbaibai-piano ver.- M2.僕らがいたしるし         |
| 1st single     | 2013年3月17日  | 今日はbaibai                 | M1.今日はbaibai M2.空唄                                 |
| 2nd single     | 2013年8月25日  | アシタキミイナイ             | M1.アシタキミイナイ M2.Come on Let's Go!                |
| 3rd single     | 2014年7月1日   | ひとつ                       | M1.ひとつ                                               |
| 4th single     | 2014年8月1日   | レターノート                 | M1.レターノート M2.茜空                                 |
| 5th single     | 2014年9月1日   | ジリツの方程式               | M1.ジリツの方程式 M2.ダメなんてわかってるよ M3.おやすみ |
| 6th single     | 2015年2月12日  | タイヨウとヒマワリの話       | M1.タイヨウとヒマワリの話 M2.ダイスキナラブソング       |
| 7th single     | 2015年8月31日  | かくれんぼファイター         | M1.かくれんぼファイター M2.A te stesso                  |
| 8th single     | 2015年12月24日 | 涙の見つけ方                 | M1.涙の見つけ方 M2.キガカリ                             |
| 9th single     | 2017年6月4日   | I’m OK                       | M1.I'm OK M2.ユアミュージック                           |
| 10th single    | 2018年4月21日  | ふたつでひとつの愛の歌       | M1.ふたつでひとつの愛の歌 M2.とくべつ                   |

|            | リリース      | タイトル                 | 収録曲 |
| ---------- | ------------- | ------------------------ | --- |
| mini album | 2014年3月21日 | つながり✖️つながり       | M1.夜行バス M2.for you M3.言えない M4.ふとん M5.僕らがいたしるし M6.夜行バス-宇宙行き- ボーナストラック〜from 1st single〜 M7.空唄 M8.今日はbaibai |
| 1st album  | 2016年4月21日 | ”いむいむ”って読みます。 | M1.かくれんぼファイター M2.嫌い未来 M3.ダメなんてわかってるよ M4.涙の見つけ方 M5.A te stesso M6.タイヨウとヒマワリの話 M7.ジリツの方程式 M8.レターノート M9.キガカリ M10.ダイスキナラブソング M11.愛の嘘 M12.茜空 M13.ほら M14.アリフレ M15.ひとつ M16.I'm OK(ボーナストラック) |
| 2nd album  | 2018年4月21日 | ”いむいむ”いかがですか？ | M1.とくべつ M2.SUNRISE M3.I'm OK M4.国道１５号線 M5.荷物 M6.小さな傘 M7.知りたいのに知りたくない M8.SNS M9.扉 M10.Always |
| 3rd album  | 2025年6月1日  | ”IMIM CATCHER”           | M1.MOON Time M2.ハイビスカス M3.ミチシルベ M4.パステル M5.クローバー M6.だるまさんが転んだ M7.モノローグ M8.行かないで M9.ただ一つのギフト M10.ヴィンテージ |

## タイアップ
| 楽曲   | タイアップ                     |
| ------ | ------------------------------ |
| I'm OK | 音楽の街カワサキCMテーマソング |